# شكري محمد عياد
عبد الفتاح شكري محمد عياد (1340 هـ / 1921 ـ 1999) ناقد وقاص وأستاذ جامعي مصري.

## عنه
وُلد بقرية كفر شنوان بمحافظة المنوفية بمصر. تلقى تعليمه الابتدائي في أشمون، وحصل على الثانوية عام 1936، ثم ليسانس الآداب من كلية الآداب بجامعة القاهرة عام 1940، ودبلوم المعهد العالي للتربية بالقاهرة عام 1942 والماجستير عام 1948 والدكتوراه عام 1953. عمل مدرسًا بمدارس وزارة التربية والتعليم، ثم انتقل إلى مجمع اللغة العربية محررًا به عام 1945.

## عمله الأكاديمي
انضم إلى هيئة التدريس بجامعة القاهرة عام 1954، ثم عُين أستاذًا لكرسي الأدب الحديث في قسم اللغة العربية عام 1968، ثم عميدًا لمعهد الفنون المسرحية عام 1969، ثم وكيلًا لكلية الآداب بجامعة القاهرة عام 1971.

## أعماله النقدية والأدبية

### دراسات نقدية
من دراساته النقدية:
- البطل في الأدب والأساطير (1959، ط2 1971)
- طاغور شاعر الحب والسلام (1961)
- تجارب في الأدب والنقد (1967، ط2 1994)
- القصة القصيرة في مصر: دراسة في تأصيل فن أدبي (1968 ـ ط3 1994)
- موسيقى الشعر العربي (1968)
- الأدب في عالم متغير (1971)
- الرؤيا المقيدة: دراسات في التفسير الحضاري للأدب (1978)
- من وصف القرآن يوم الدين والحساب (1980 - ط2 1995)
- مدخل إلى علم الأسلوب (1982)
- اتجاهات البحث الأسلوبي: دراسات أسلوبية (1985)
- دائرة الإبداع: مقدمة في أصول النقد (1986)
- اللغة والإبداع: مبادئ علم الأسلوب العربي (1988)
- على هامش النقد (1993)
- المذاهب الأدبية والنقدية عند العرب والغربيين (1993).[4]
- بين الفلسفة والنقد (1990)
- أزمة الشعر المعاصر (1998)
- القفز على الأشواك (1999)

### كتابات أدبية
شكري عياد من النقاد القلائل الذين مارسوا الكتابة الإبداعية، ومن كتاباته الأدبية:
- المستحمة (1950)
- ميلاد جديد (1958)
- طريق الجامعة (1963)
- زوجتي الرقيقة الجميلة (1977)

- رباعيات (1984)

- حكايات الأقدمين (1985)
- كهف الأخيار (1985)

- في البدء كانت الكلمة (1987)

- العيش على الحافة (سيرة ذاتية) (1998)

إلى جانب كتابته الكثير من القصائد.
كتابات اجتماعية حضارية:
- الحضارة العربية (1967)
- نحن والغرب (1990)
- مدارس بلا تعليم وتعليم بلا مدارس (1999)

### ترجمة
قام شكري عياد بترجمة عدد من الروايات والأعمال النقدية والفكرية من أبرزها:
- البيت والعالم تأليف طاغور (1961)

- ملاحظات نحو تعريف الثقافة. تأليف ت.س. اليوت (1961)
- الأدب والإنسان الغربي: من عصر النهضة إلى عصر التنوير تأليف ج. ب. بريستلي (1991)[3]
- الكاتب وعالمه تأليف تشارلس مورجان (1994)

### ترجمة وتحقيق
- كتاب أرسطوطاليس في الشعر: نقل أبي بشر متى بن يونس القنائي من السرياني إلى العربي تحقيق مع ترجمة حديثة ودراسة لتأثيره في البلاغة العربية (1967)[3]

## الجوائز والتكريمات
- جائزة الدولة التقديرية في الآداب (مصر) ـ 1988.
- جائزة الكويت للتقدم العلمي (الكويت) ـ 1988.
- جائزة الملك فيصل العالمية للأدب العربي (السعودية) ـ 1411هـ، 1992م.

## وصلات خارجية
أحمد عبد المعطي حجازي: حين يكون النقد إبداعًا؛ الأهرام 1 سبتمبر 1999